# Ezio Casati
Ezio Primo Casati (Paderno Dugnano, 25 ottobre 1956) è un politico italiano. Dal 2019 al 2024 è stato sindaco di Paderno Dugnano, nella città metropolitana di Milano.

## Biografia
Diplomato in ragioneria, gestisce una azienda della famiglia del settore metalmeccanico. 
Il suo impegno istituzionale inizia nel 1985 come consigliere comunale a Paderno Dugnano per la Democrazia Cristiana. Nel 1990 viene riconfermato e dal 1993 al 1995 ricopre anche l'incarico di assessore all'ecologia e all'edilizia privata.
Nel 1995 è stato eletto sindaco di Paderno Dugnano a capo di una coalizione di centro-sinistra. Nel 1999 viene riconfermato e mantiene l'incarico fino al 2004.
Nel 2004 è eletto Consigliere provinciale della Provincia di Milano, dove diviene Capogruppo per la Margherita. Dal 2007 al 2009 è Assessore alle attività economiche, alla formazione professionale, alla programmazione socio-sanitaria, ai rapporti con volontariato, associazioni e terzo settore, alle politiche familiari e della terza età e ai servizi sociali.
Tra il 2008 e il 2011 è segretario provinciale del Partito Democratico a Milano.
Dopo la rielezione in Consiglio Provinciale nel 2009 con il PD, conclude il suo mandato nel 2015.
Alle elezioni politiche del 2013 viene eletto deputato della XVII legislatura della Repubblica Italiana nella Circoscrizione Lombardia 1 per il Partito Democratico.
Ha presentato una proposta di legge per integrare la legge Basaglia sul disagio psichico.
Alle successive elezioni del 2018 è il candidato del centro-sinistra nel collegio uninominale di Cinisello Balsamo alla Camera dei Deputati. Con il 26,37% giunge terzo dietro agli sfidanti Jari Colla (Centro-destra) e Daniela Gobbo (Movimento 5 Stelle), non risultando eletto.
Dal 10 giugno 2019 è stato sindaco di Paderno Dugnano, nella città metropolitana di Milano, avendo vinto il ballottaggio contro Gianluca Bogani con il 50,95% dei voti. Il 24 giugno 2024 gli è succeduta Anna Varisco.
Nel dicembre 2022 annuncia la sua uscita dal PD, e nel 2024 aderisce ad Azione di Carlo Calenda.